# Буко (Германия)
Буко (нем. Buko) — населённый пункт в Германии, в земле Саксония-Анхальт. Входит в состав города Косвиг района Анхальт-Цербст.
Население составляет 179 человек (на 31 декабря 2007 года). Занимает площадь 15,82 км².
Ранее Буко имел статус коммуны (общины). 1 января 2009 года вошёл в состав города Косвиг.